# Голиця Ольга Віталіївна
О́льга Віта́ліївна Го́лиця (нар. 15 січня 1988, Київ) — українська балерина, солістка балету Національного театру опери і балету імені Т. Г. Шевченка, лавреатка Премії ім. А. Ф. Шекери у галузі хореографічного мистецтва (2011), заслужена артистка України (2017).

## Загальні відомості
2006 року закінчила Київське державне хореографічне училище.
Під час навчання брала участь в міжнародних конкурсах. Стала лавреаткою Міжнародних конкурсів артистів балету «Юність балету» (2001, 1-ша премія), «Артек» (2002, 3-тя премія), імені Сержа Лифаря (2004, 1-ша премія), імені А. Я. Ваганової в Санкт-Петербурзі (2006, 3-тя премія).
З 2006 — солістка балету Національного театру опери і балету імені Т. Г. Шевченка.
2011 року стала лавреаткою престижної Премії ім. А. Ф. Шекери у галузі хореографічного мистецтва (2011).
2017 — лавреатка Prix Of Excellence (Teatro Greco Festival, Італія).
Виступала на сцені театрів в Азербайджані, Мексиці, Греції, Естонії, Італії, Іспанії, Македонії, Данії, Франції, Бельгії та інших країн.

## Партії
- Білосніжка («Білосніжка та семеро гномів» Б. Павловського)
- Галя («За двома зайцями» Ю. Шевченка)
- Дівчина в білому («Болеро» М. Равеля)
- Джульєтта («Ромео і Джульєтта» С. Прокоф'єва)
- Клара («Лускунчик» П. Чайковського)
- Кітрі («Дон Кіхот» Л. Мінкуса)
- Лілея («Лілея» К. Данькевича)
- Жізель («Жізель» А. Адама)
- Марина («Грек Зорба» М. Теодоракіса)
- Нікія («Баядерка» Л. Мінкуса)
- Одетта-Оділія («Лебедине озеро» П. Чайковського)
- Раймонда («Раймонда» О. Глазунова)
- Сванільда («Коппелія» Л. Деліба)
- Сюзанна («Весілля Фігаро» на муз. В. А. Моцарта)
- Фрігія («Спартак» А. Хачатуряна)
- Ширін («Легенда про любов» А. Мелікова)